# Hemitaurichthys
Hemitaurichthys Bleeker, 1876 è un genere di pesci d'acqua salata, appartenenti alla famiglia Chaetodontidae.

## Distribuzione e habitat
Tutte le specie sono originarie del Pacifico, con l'eccezione di Hemitaurichthys zoster, diffusa soltanto nell'oceano Indiano. 

## Descrizione
Le dimensioni si attestano sui 18-20 cm, secondo la specie.

## Specie
Il genere comprende 4 specie:
- Hemitaurichthys multispinosus
- Hemitaurichthys polylepis
- Hemitaurichthys thompsoni
- Hemitaurichthys zoster